# Метод Бресле
Метод Бресле используется для измерения концентрации солей и растворимых загрязняющих солей в соответствии с ISO 8502-6, 8502-9

## Важность
В естественных условиях на любой поверхности можно обнаружить наличие соли. В прибрежных районах её концентрация будет больше, в горных районах меньше. Одним из свойств частиц соли является её гигроскопичность (поглощение воды из окружающей среды). Наличие соли на поверхности под защитным покрытием в сочетании с гигроскопичностью приводит к резкому снижению адгезии покрытия и увеличению риска преждевременной коррозии.

## История
Метод Бресле был впервые описан в 1995 году в стандартах ISO 8502-6 и ISO 8502-9. Данный метод был специально разработан для измерения концентрации солей на стальных поверхностей перед нанесением защитного покрытия. Принят в качестве стандарта не только ISO, но и US Navy, IMO, NAVSEA и ASTM. Метод Бресле является основным и наиболее универсальным методом испытаний для определения солей на поверхности металлов.

## Принцип метода Бресле
Метод Бресле основан на изменении электрической проводимости раствора в зависимости от концентрации соли. Корреляция между концентрацией и проводимостью широко освещена в справочниках по химии и физике.

## Тестовые пластыри

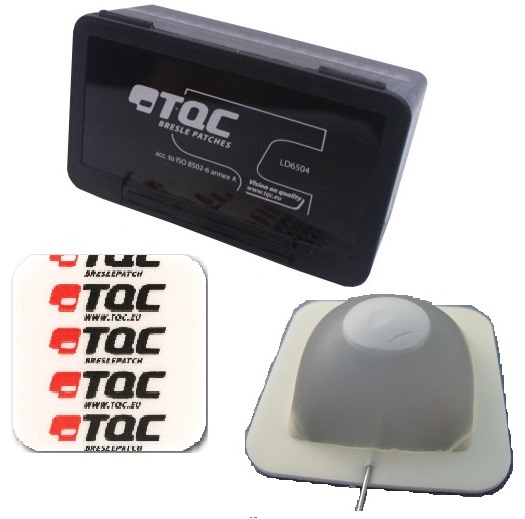
Пластырь Бресле

Тестовый пластырь должен быть как можно более чистым. Использование загрязненного пластыря может значительно повлиять на результаты.
Стандарт ISO 8502-6 в приложении А предписывает, что должны использоваться только сертифицированные пластыри, при заполнении отчета инспектор должен указать номер партии пластырей, которые были использованы при проведении теста, иначе результаты измерений могут быть поставлены под сомнение.

## Климатические условия
Растворимость солей напрямую зависит от климатических условий при проведении измерений. Стандарт ISO 8502-6 требует, чтобы тест проводился при температуре 23 °С и относительной влажности 50 %. Допускаются отклонения от данных величин, которые должны быть согласованы заказчиком и исполнителем. Параметры климатических условий должны быть зафиксированы в отчете. В случае судебного разбирательства, отсутствие данных параметров в отчете могут сделать результаты измерений недействительными.